# خفاش فأري الأذنين
الخفاش فأري الأذنين هو جنس متنوع ومنتشر من الخفافيش ضمن فصيلة خفافيش الليل. الاسم العلمي myotis يعني فأري الأذن.

## الأنواع
من أنواعه:
- خفاش أكبر فأري الأذنين
- خفاش أصغر فأري الأذنين